# L'antitempo
L'antitempo è stata una rivista di satira a fumetti indipendente, fondata a Rescaldina nel 2008 da un'idea di Vito Manolo Roma e Janjo Anjoi. 

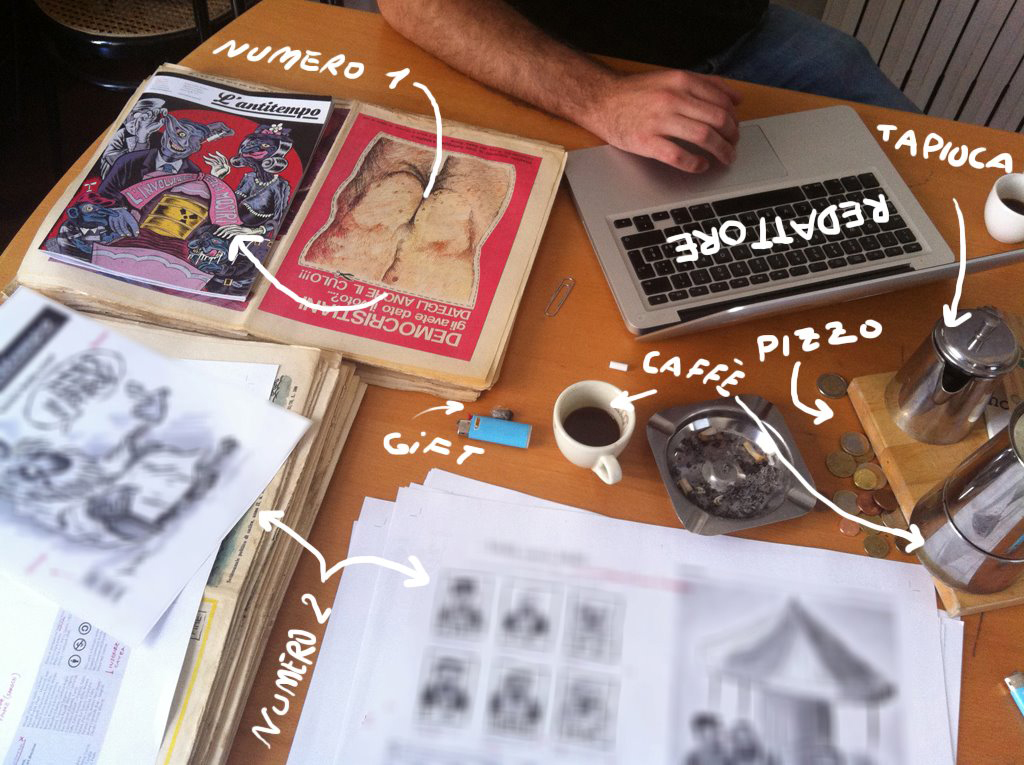
Tavolo di lavoro della redazione de L'antitempo di via Paolo Sarpi alle prese con la stesura del numero 2 in versione a colori

Nasce come fanzine in bianco e nero e, alla fine del 2011, diventa rivista bimestrale di 52 pagine a colori e viene distribuita in tutta Italia tramite librerie indipendenti e circuito Feltrinelli. 
La redazione si sposta a Milano, prima in via Paolo Sarpi e poi in via Mario Pichi. Vede la partecipazione in pianta stabile dei pubblicisti Andrea Coccia e Paolo Pablito Morelli, insieme ai fumettisti Davide Strolippo Caviglia, Giacomo Rastabbello Rastelli, Rubert e Giacomo Gregori Sargenti. Collaborano numerosi fumettisti, vignettisti, illustratori e artisti italiani e internazionali, tra cui Miguel Ángel Martín, Aleksandar Zograf, Rapé Monero, Sakoch, Barrack Rima, Hurricane Ivan, Akab, Kanjano, Kap, Fabio Folla, Tonus, Marilena Nardi, Claudio Calia, Squaz, Arianna Vairo, Lucio Villani, Clacid, Old Roger e molti altri. 
Il 13 settembre 2013 la redazione de L'atitempo si dirige a Forte dei Marmi per ricevere il Premio Satira Sezione Editoria. Nell'aprile del 2014 la rivista viene auto-sospesa e L'antitempo diventa una piccola casa editrice. Le prime opere sono parodie di personaggi esistenti come Roberto Saviano che diventa «Robert»; o di fantasia come la Pimpa di Altan che diventa «La Pompa»; fino a prendersi gioco dell'intero fumetto nero italiano con il fumetto «Paul Niente».
Nel marzo 2015, a supporto dell'attentato alla sede di Charlie Hebdo, esce un ultimo numero speciale in formato tabloid.

## Collaborazioni e riconoscimenti
Per tutto il 2013 collabora con Radio Onda d'Urto al programma Router, parlando di fumetti e satira ogni giovedì sera.
Nel febbraio 2013 collabora con Radio Popolare, disegnando per il blog Qualcosa di sinistra.
Nel settembre 2013 vince il Premio Satira Forte dei Marmi per la satira politica.